# フォッカー F28
フォッカー F28
マイアミ国際空港へ着陸するピードモント航空のF28-1000
- 用途：旅客機
- 分類：ナローボディ民間旅客機
- 製造者：フォッカー
- 運用者** KLMオランダ航空
  - エールフランス
  - スカンジナビア航空
  - LTU
  - その他
- 初飛行：1967年5月9日
- 生産数：241機
- 運用状況：運用中

フォッカーF28（Fokker F28 Fellowship）とは、オランダの航空機メーカー、フォッカーによって設計、開発された短距離用双発ジェット旅客機である。愛称はフェローシップ。

## 概要

### 開発
1962年4月に、「F27」などのプロペラ旅客機を生産していたフォッカーが同社初のジェット旅客機として開発を発表した。また、機体部品は複数のヨーロッパメーカーによる共同生産となった。ドイツ政府とオランダ政府から開発資金の補助を受けていた。最終組立はオランダのアムステルダム・スキポール空港の隣接地で行われた。
最初の試作機であるPH-JHGは1967年5月9日に初飛行し、型式証明は1969年2月24日に発給された。最初の受注はドイツの航空会社LTUである。機体の特徴はダグラスDC-9やBAC 1-11と同様に機体後部にロールス・ロイス社のスペイエンジンを双発に搭載したリア・ジェット型レイアウトとT字型尾翼であった。
整備性に優れていた上に、エアブレーキを採用して着陸時の滑走距離を抑えていたほか、ドア内蔵タラップ（エアステア）を装備。また、非舗装滑走路向けに低圧タイヤも選択可能にするなど、設備が不十分な地方空港におけるオペレーションに対応した設計となっていた。

### 導入
整備性に優れ、地方空港での運用を意識した設計に加え、価格も安価であったことから世界各国の航空会社で就航した他、複数の国の政府や軍で導入され、アルゼンチン空軍によりフォークランド紛争にも投入された。アジア太平洋地域においても、エア・ニューギニーやエア・ナウルなど数社で運航され、エア・ナウルはナウル-鹿児島線に投入して日本に乗り入れていたほか、大韓航空が韓国国内線や日本の長崎などへの近距離国際線に使用していた。
なお、東亜国内航空や全日本空輸が使用する日本航空機製造YS-11の後継機候補として、日本に売り込みのため飛来したこともあったものの、最終的に日本の航空会社は採用しなかった。
1987年の生産終了までに241機が製造され、その後F28をベースに様々な装備をアップグレードし開発された新型機の「フォッカー 70」や「フォッカー 100」に引き継がれた。

## 派生型

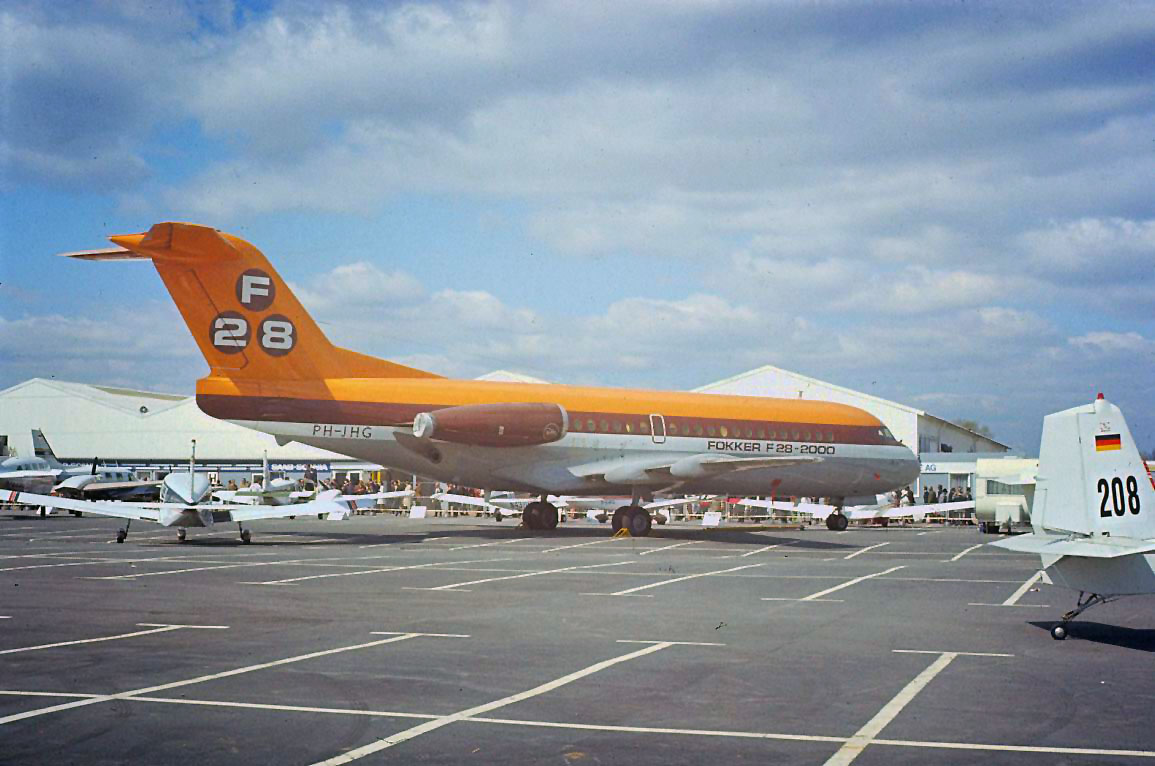
F-28-2000

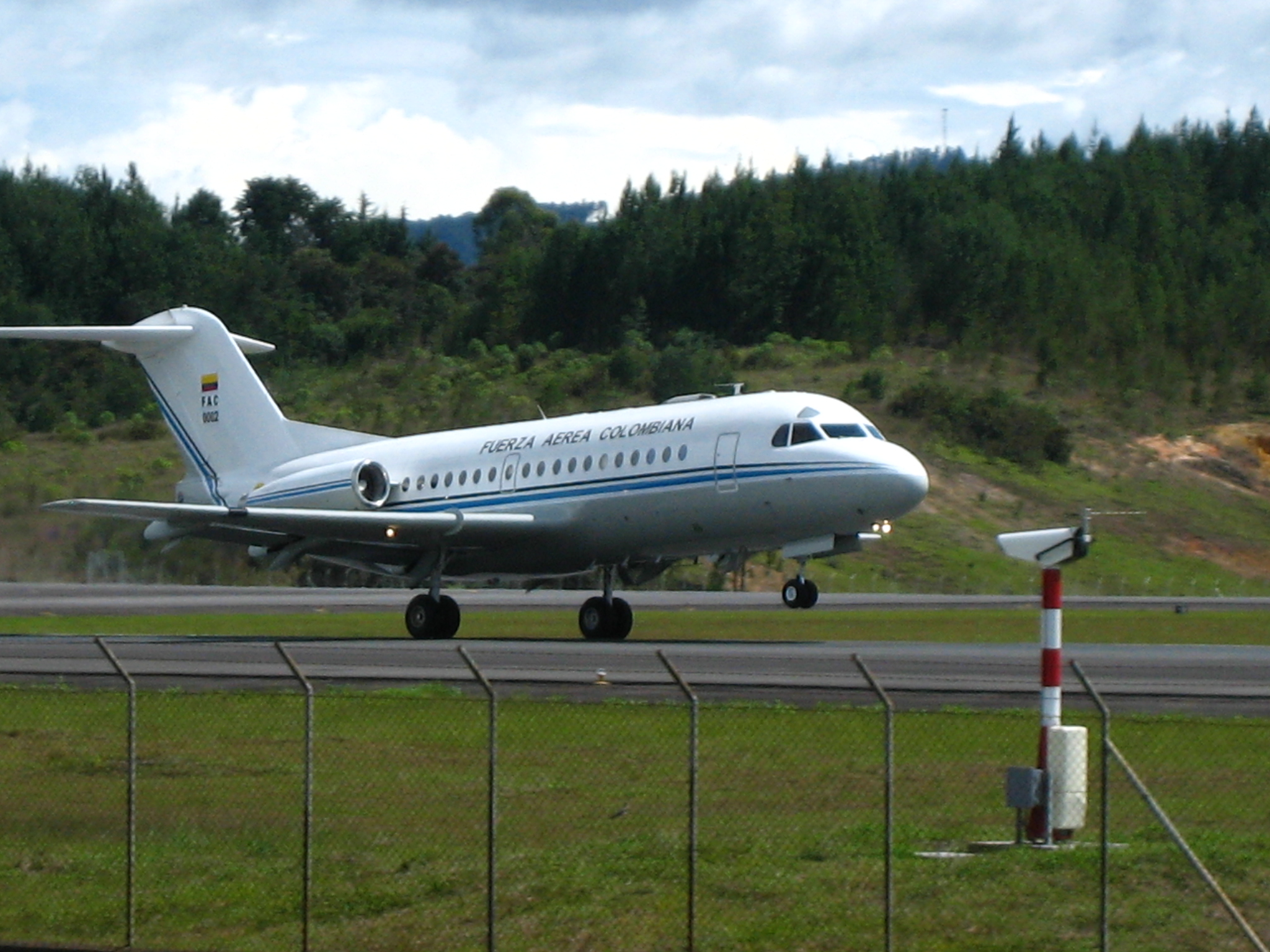
F-28-3000（コロンビア政府専用機）

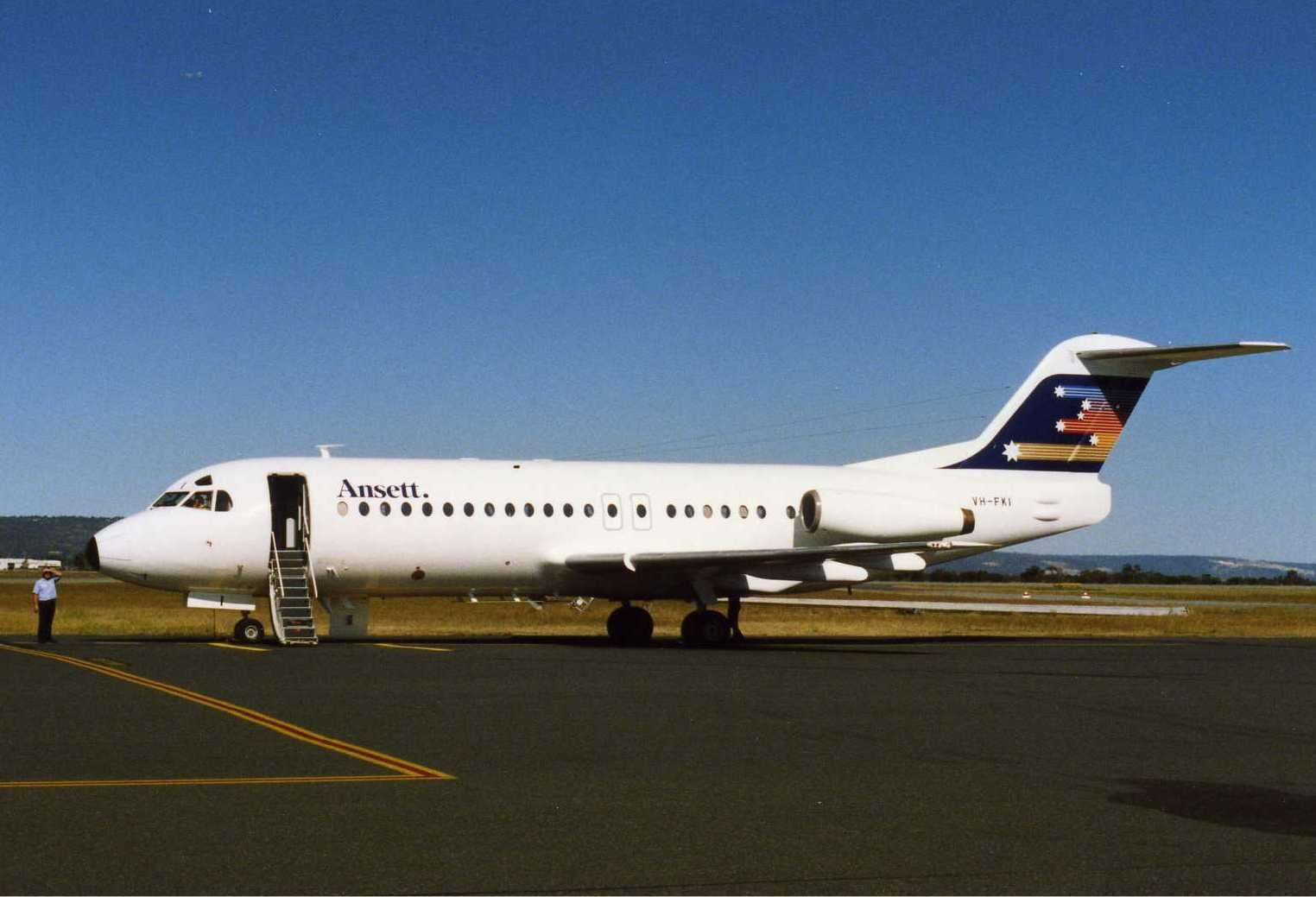
F-28-4000 (アンセット・オーストラリア航空)

### 共通性能要目
実用上昇限界高度: 10.675 m (35.000 フィート)
最高速度: 849 km/h
搭載エンジン: ロールス・ロイス スペイ RB183-2 Mk555-15ターボファンエンジン 双発

#### F-28-1000
全長: 27,4 m
全幅 23,6 m
乗客　65人
貨客転換型(1000C)も存在する。前期の主力生産型

#### F-28-2000
全長: 29,6 m
全幅: 23,6 m
乗客　79人
胴体延長して客席数を増した経済性重視型で、1971年4月28日初飛行。

#### F-28-3000
全長: 27,4 m
全幅: 25 m
航続距離: 2,743 km
最大離陸重量を増し、-1000の胴体と-4000の主翼を組み合わせた離着陸·航続性能重視型。貨客転換型(3000C)も存在。

#### F-28-4000
全長: 29,6 m
全幅: 25 m
航続距離: 1.900km
乗客　最大85人
-2000の胴体と延長された主翼を組み合わせ、最大離陸重量は-3000と同一にした型で、-2000より航続性能が改善された後期の主力生産型

#### F-28-5000
最大離陸重量を増し、-1000の胴体と前縁スラットを付加して翼端を延長した主翼を組み合わせた離着陸·航続性能重視型。
メーカー提案のみで製造されなかった。

#### F-28-6000
最大離陸重量を増し、-2000の胴体と前縁スラットを付加して翼端を延長した主翼を組み合わせた離着陸性能改善型で、YS-11の後継機として日本でもデモフライトが行われたが、日系エアラインも含めて受注はなく、生産は前縁スラットを省略した-4000と短胴型の-3000で行われた。

## 主なユーザー

### 航空会社
- KLMオランダ航空
- エールフランス
- スカンジナビア航空
- ビーマン・バングラデシュ航空
- ロイヤル・ヨルダン航空
- USエアウェイズ
- アルゼンチン航空
- エア・ナウル
- アンセット・オーストラリア航空
- 南アフリカ航空
- ガルーダ・インドネシア航空（退役済み）
- メルパチ・ヌサンタラ航空
- 大韓航空

### 政府・軍
- オランダ政府
- マレーシア政府
- アルゼンチン空軍
- ガーナ空軍 - 2024年時点で、1機のF28を保管中[1]。
- フィリピン空軍
- タンザニア空軍 - 2024年時点で、1機のF28を保有[2]。

## 事故
F28では全損事故が44件発生しており、775人が死亡している。
- 1972年12月23日 - ブラーテンズSAFE 239便墜落事故（英語版）（乗員乗客45人中41人が死亡。）
- 1974年1月1日 - イタビア航空897便墜落事故（乗員乗客42人中38人が死亡。）
- 1974年1月26日 - トルコ航空301便墜落事故（乗員乗客73人中66人が死亡。）
- 1975年1月30日 - トルコ航空345便墜落事故（乗員乗客42人全員が死亡。）
- 1975年9月24日 - ガルーダ・インドネシア航空150便墜落事故（英語版）（乗員乗客61人中25人と地上の1人が死亡。）
- 1978年3月1日 - 1978年ナイジェリア航空F28墜落事故（乗員乗客15人全員と地上の2人が死亡。）[4]
- 1979年3月6日 - ガルーダ・インドネシア航空553便墜落事故（乗員4人全員が死亡。）[5]
- 1979年7月11日 - 1979年ガルーダ・インドネシア航空F28墜落事故（乗員乗客61人全員が死亡。）
- 1979年12月23日 - 1979年トルコ航空アンカラ墜落事故（英語版）（乗員乗客45人中41人が死亡。）
- 1981年10月6日 - NLMシティホッパー431便墜落事故（乗員乗客17人全員が死亡。）
- 1982年3月20日 - 1982年ガルーダ・インドネシア航空F28墜落事故（英語版）（乗員乗客27人全員が死亡。）
- 1983年6月2日 - 1983年ガルーダ・インドネシア航空F28オーバーラン事故（乗員乗客61人中3人が死亡。）[6]
- 1983年11月28日 - ナイジェリア航空250便墜落事故（乗員乗客72人中53人が死亡。）[7]
- 1985年3月28日 - 1985年SATENA F28墜落事故（ドイツ語版）（乗員乗客46人全員が死亡。）[8]
- 1988年10月25日 - アエロペルー772便墜落事故（乗員乗客69人中12人が死亡。）
- 1989年3月10日 - オンタリオ航空1363便墜落事故（乗員乗客69人中24人が死亡。）
- 1992年3月22日 - USエアー405便墜落事故（乗員乗客51人中27人が死亡。）
- 1993年7月1日 - メルパチ・ヌサンタラ航空724便墜落事故（英語版）（乗員乗客43人中41人が死亡。）
- 1994年7月1日 - エール・モーリタニー625便墜落事故（乗員乗客93人中80人が死亡。）
- 1994年10月12日 - イラン・アーセマーン航空746便墜落事故（乗員乗客66人全員が死亡。）
- 2003年1月9日 - TANS ペルー222便墜落事故（乗員乗客46人全員が死亡。）